# Pahlíza

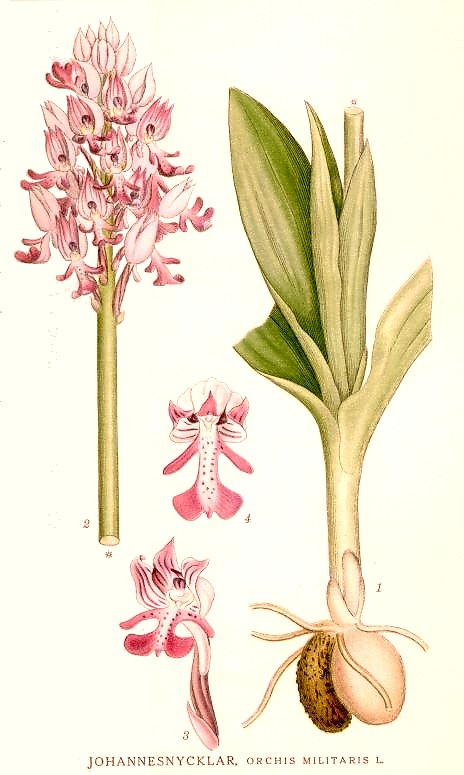
Dvě podzemní pahlízy vstavače vojenského (Orchis militaris) dali celé čeledi rostlin jméno, který pochází z řeckého slova ὄόρχις / Orchis (mužské varle) na základě jejich podobnosti se samčími varlaty.

Pahlíza je zásobní orgán rostliny, který vzniká ztluštěním stonkového článku.
Na rozdíl od pravé hlízy nevzniká hrubnutí kořene. Pahlízy jsou typické zejména pro čeleď vstavačovité (Orchidaceae).

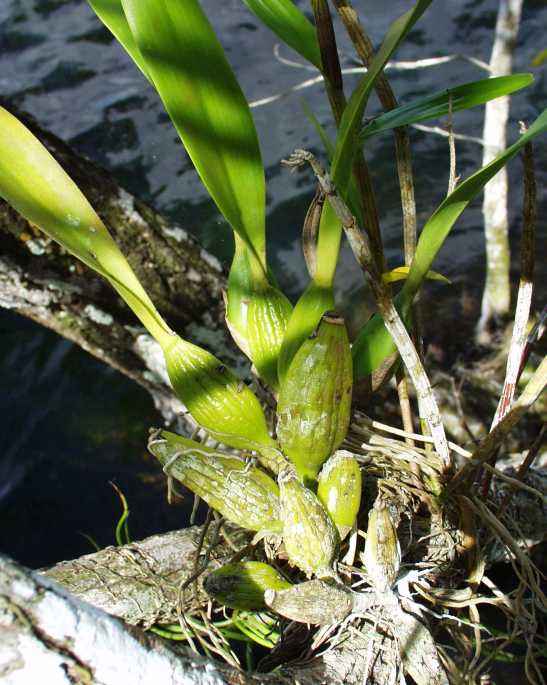
Pahlízy druhu Encyclia chimborazoensis (Orchidaceae).